# 文德和
文德和（？年—1840年），字璧堂，布拉克啟特氏，鑲黃旗蒙古明勳佐領下監生；嘉慶12年（1807年）蒙古繙譯舉人；嘉慶16年（1811年）蒙古繙譯進士。

## 履歷
- 嘉慶二十四年-嘉慶二十五年，兵部職方司主事[2]
- 嘉慶二十四年，繙譯鄉試同考官[2]
- 道光四年，修仁宗睿皇帝實錄[2]
- 道光二年，繙譯鄉試外簾官[3]
- 道光五年，繙譯鄉試同考官[2]
- 道光五年-道光十四年，兵部車駕司員外郎[2]
- 道光五年，掌督催所印鑰[2]
- 道光十二年，考試繙譯童生考試官[2]
- 理藩院內館監督[3]
- 道光十四年，兵部武庫司郎中[2]
- 道光十四年，繙譯鄉試考官[4]
- 道光十四年-道光十五年，內閣侍讀學士[2]
- 道光十四年，國史館提調官[3]
- 道光十五年，考試繙譯童生考試官[3]
- 道光十五年-道光十七年，內閣學士[2]
- 道光十五年，兼禮部侍郎[2]
- 道光十五年，會試搜檢[3]
- 道光十六年，國史館清文總校官[5]
- 道光十六年，考試官[3]
- 道光十七年-道光二十年，理藩院右侍郎[6]
- 道光十七年，兼鑲紅旗蒙古副都統[2]
- 道光十七年，管理咸安宮蒙古三學事務[3]
- 道光十七年，搜檢大臣[3]
- 道光十八年，繙譯會試副考官[2]
- 道光十八年，閱卷官[3]
- 道光十九年，署理正白旗蒙古副都統[2]
- 道光十九年，校射大臣[3]
- 道光十九年，繙譯鄉試副考官[2]
- 道光二十年，搜檢官[3]
- 道光二十年，蒙古繙譯會試正考官[3]
- 道光二十年，考試蒙古筆帖式閱卷官[3]
- 道光元年，丁母憂[2]

## 家族
- 父普保，笔帖式。
- 妹妹嫁宗室積拉哈布。
- 女儿是奉恩镇国公永康之子綿利的繼妻，卒于光緒六年（公元1880年）。